# Livia Soprano
Livia Pollio Soprano, interpretata dall'attrice Nancy Marchand, è la madre di Tony, il protagonista della serie televisiva I Soprano: in italiano è doppiata da Noemi Gifuni.
Nelle sequenze in flashback la giovane Livia è interpretata da Laila Robins e in seguito da Laurie J. Williams.

## Personaggio
Madre del protagonista Tony, oltre che di Janice e Barbara, avuti dal defunto marito John "Johnny Boy" Soprano, suo padre era un immigrato, come lei stessa raccontò venne negli Stati Uniti con pochi soldi. Livia era al corrente delle attività illecite del marito il quale era un membro della malavita (tradizione famigliare che Tony porta avanti con fierezza), Livia risulta essere la classica donna dell’epoca, casalinga che bada esclusivamente alla casa ed ai figli. Le piace molto la musica, in particolare ama Tony Francis, Mario Lanza e le sorelle DeCastro.
Per tutta la durata della sua comparsa nella serie mantiene un comportamento cinico e un odio ingiustificato verso gli altri: sia la nuora Carmela che la dottoressa Melfi (la psichiatra da cui Tony va in terapia) la ritengono la principale causa dei problemi psicologici del figlio, benché sia evidente che Tony ha ereditato diversi suoi tratti caratteriali, infatti entrambi soffrono di vittimismo e sono bugiardi, manipolatori e spietati.
Livia soffre di un disturbo borderline e vive solo in funzione del proprio egocentrismo: le persone e i rapporti interpersonali la lasciano totalmente indifferente, Livia infatti ammette di non avere amici. È una donna maligna, provocatrice e razzista. Vive nella casa che venne comprata dal marito Johnny ma poi Tony (con non poca difficoltà) la convince a trasferirsi in una lussuosa residenza per anziani, dal momento che non è più in grado di provvedere da sola alle proprie necessità, ad esempio non è più in grado di guidare o di gestire la sua cucina. In verità Tony e Carmela vorrebbero che si trasferisse a vivere con loro, ma Livia rifiuta l'offerta non ritenendosi ben accetta nella loro casa.

## Relazioni famigliari
Non fa altro che ricordare il marito Johnny con affetto definendolo sempre un "santo" ma secondo Tony e Carmela ciò è solo una forma di ipocrisia, dato che quando era vivo Livia non faceva che sminuirlo. Johnny dovette anche rinunciare a trasferirsi in Nevada dove poteva essere coinvolto in un giro d'affari che in futuro si rivelò molto remunerativo proprio perché Livia puntò i piedi non desiderando per la famiglia un trasferimento, minacciando di uccidergli i figli, ciò infatti è costato alla famiglia Soprano un tenore di vita migliore con maggiori prospettive.
Barbara e Janice preferiscono starle lontane, e benché Tony sia di fatto l'unico tra i suoi figli che si prenda cura di lei, Livia non gli dà mai un segno di approvazione. Livia può essere considerata uno dei principali motivi per cui Tony apprezza tanto la vicinanza con Melfi, considerando quanto lui si senta soffocato da Livia quanto da Carmela dal momento che le vede entrambe come due figure femminile provocatorie e ipercritiche, mentre Melfi è semplicemente una donna paziente e comprensiva (benché ciò rientri semplicemente nel suo ruolo di analista di Tony). Livia rifiuta sempre ogni gesto d'affetto del figlio, anche quando lui le fa dei regali, odia la sua presenza ma contemporaneamente ama farlo sentire in colpa quando lei lo accusa di trascurarla. Il rapporto tra Tony e Livia è un esempio di quanto Melfi ha aiutato Tony a esplorare i lati per lui più sgradevoli della propria personalità: all'inizio, per via del principio a cui Tony era fedele secondo il quale lui, in qualità di figlio, dovesse trattare la madre con il più assoluto affetto, si rifiutava di ammettere quanto in realtà la odiasse, ma l'influenza che Melfi esercita su di lui lo spinge col tempo a essere sempre meno riguardoso nei confronti dell'odiata genitrice. Quando Livia viene a sapere dal nipote Anthony Jr. che il padre va in analisi lei non tarda a capire di essere la causa del malessere psicologico del figlio. Tony afferma di avere un solo ricordo felice legato a Livia: quando videro Johnny cadere dalle scale mettendosi poi a ridere.
Pare andare d'accordo con il cognato Junior, ma in realtà lei lo reputa solo una presenza insignificante, dal canto suo Junior non la sopporta ma si rivolge a lei quando gli servono dei consigli su come gestire i suoi affari, Livia decide servirsi di Junior per provocare il figlio, ad esempio incaricandolo di chiedere il pizzo a Hesh, un caro amico di Tony, inoltre lo incarica di uccidere Brendan, un affiliato di Tony, come se non bastasse gli rivela che Tony va in terapia in modo da umiliarlo. Livia e Junior arrivano anche a ordinare la morte di Tony, che tuttavia si salva dall'attentato, ciò lo porta a perdere ogni forma di affetto nei riguardi della madre, disprezzandola ferocemente.
Si sforza di avere un buon rapporto con i nipoti Anthony Jr. e Meadow (i figli di Tony) cerca di essere gentile con Anthony Jr. pur reputandolo un giovane maleducato, con Meadow invece per lei pare più facile andarci d'accordo, in un episodio la nipote la accudisce quando Livia viene ricoverata in ospedale, tanto che lei regala alla ragazza l'anello che apparteneva alla nonna. Decide di includere nel testamento sia Meadow che Anthony Jr. oltre che i figli di Barbara. 
Nonostante il disastroso rapporto con Tony, è praticamente Janice quella per la quale nutre realmente una bassissima considerazione, tanto da definirla una "serpe in seno", tuttavia le due vanno a vivere insieme nella casa che Livia aveva lasciato per trasferirsi nella residenza per anziani, in realtà Janice vive con la madre solo per trarvi un profitto, però quando quest'ultima si vede costretta a fuggire dopo aver ucciso Richie Aprile, l'anziana donna si ritrova nuovamente da sola, la casa per anziani dove viveva non è più disposta a ospitarla data la sua sgradevole personalità, Barbara era disposta a vivere con lei ma Tony le ha impedito di fare un tale sacrificio.

## Rapporto con la morte
È curioso notare come fin dalle sua prime apparizioni Livia abbia più volte nominato la sua imminente dipartita, tanto da incoraggiare gli altri a ucciderla, anche se in verità il suo è solo un modo per attirare l'attenzione con una nota di melodramma. È anche arrivata ad affermare che Tony l'ha fatta internare nella casa di cura per anziani solo per farla morire più velocemente. Sentendo la morte vicina arriva anche a dare via i gioielli che il marito le aveva regalato, dandoli a una sua cugina che era in una pessima situazione economica, gesto che Tony trova offensivo dato che desiderava lui quei gioielli per poterli dare a Carmela.
Quando Tony si salva dall'attentato orchestrato da Junior e Livia, quest'ultima viene colta da un infarto ma sopravvive, i medici hanno accertato che in realtà quello di Livia non era realmente un infarto ma solo un disturbo psicosomatico, tuttavia dopo questo accaduto Livia ammette che inizia a sentire la morte più vicina.
Il momento della sua morte giunge nel secondo episodio della terza stagione, dopo che si era sdraiata sul suo letto muore per un arresto cardiaco, pare che non abbia nemmeno sofferto. Benché non fosse nelle intenzioni di Livia che fossero celebrati il funerale e la veglia funebre, Tony li organizza ugualmente, almeno per riunire la famiglia, ma nessuno appare realmente dispiaciuto per la sua morte, considerando che Livia non era una persona ben voluta, addirittura durante le veglia Janice come gesto di provocazione ha esortato i presenti a dire qualcosa in sua memoria e infatti era evidente come nessuno riuscisse a spendere belle parole per lei.